# بهجة قلوب الأبرار وقرة عيون الأخيار
بهجة قلوب الأبرار وقرة عيون الأخيار في شرح جوامع الأخبار، هو كتاب ألفه عبد الرحمن بن ناصر السعدي، جمع فيه 99 حديثًا من أحاديث النبي ﷺ اختارها بحيث تكون شاملة لنواحي الدين.
وقد تحدث المؤلف في مقدمة كتابه عنه، فجاء في مقدمة الكتاب:
| بهجة قلوب الأبرار وقرة عيون الأخيار | وقد أوتي رسول الله ﷺ جوامع الكلم، واختُصر له الكلام اختصارًا، بحيث كان يتلكم بالكلام القليل لفظه، الكثير معانيه، مع كمال الوضوح والبيان الذي هو أعلى رُتب البيان. وقد بدا لي أن أذكر جملةً صالحةً من أحاديثه الجوامع في المواضيع الكلية، والجوامع في جنسٍ أو نوعٍ أو بابٍ من أبواب العلم، مع التكلم على مقاصدها، وما تدل عليه، على وجهٍ يحصل به الإيضاح والبيان مع الاختصار، إذ المقامُ لا يقتضي البسط. | بهجة قلوب الأبرار وقرة عيون الأخيار |

## تأليف الكتاب
أنهى عبد الرحمن آل سعدي كتابة كتابه في العاشر من شعبان، سنة 1371 هـ.
حذا المؤلف في تأليف الكتاب حذو بعض الأعلام من قبله باختيار أهم ما يراه من أحاديث رسول الله ﷺ. فهي مما يسمى الأحاديث النبوية التي عليها مدار الدين وذلك كما في:
1. الإيجاز وجوامع الكلم من السنن المأثورة، للحافظ أبو بكر بن السني.
2. الشهاب في الحكم والآداب، للقاضي أبي عبد الله القضاعي.
3. الأحاديث الكلية، لأبي عمرو بن الصلاح.
4. الأربعون النووية، للنووي.
5. جامع العلوم والحكم في شرح خمسين حديثًا من جوامع الكلم، لابن رجب الحنبلي.

فكان هذا الكتاب سيرًا على منوال أولئك الأئمة، فجمع فيه عبد الرحمن بن ناصر السعدي 99 حديثًا من أصناف العلوم المختلفة.

## منهج المؤلف في الكتاب
اعتمد المؤلف المنهج التالي في كتابه:
1. اختار المؤلف 99 حديثًا من جوامع العلوم الدينية.
2. جعله شاملًا على فروعٍ عدة من العلوم الدينية، فذكر أبو الحارث التعمري في تعريفه بالكتاب ما يلي:[4] (من تأمل هذا الكتاب على اختصاره ووضوحه رآه مشتملًا من جميع العلوم النافعة على: علم التوحيد، والأصول، والعقائد، وعلم السير والسلوك إلى الله، وعلم الأخلاق، والآداب الدينية، والدنيوية، والطبية، وعلم الفقه والأحكام في كل أبوبا الفقه: من عبادات ومعاملات وأنكحة وغيرها، وبيان حكمها، ومأخذها وأصولها وقواعدها، وعلوم الإصلاحات المتنوعة، والمواضيع النافعة، والتوجيهات إلى جلب المنافع الخاصة والعامة، الدينية والدنيوية، ودفع المضار).
3. خلو الكتاب من التعقيد والتقعير، وامتيازه بالبساطة.
4. شرح الأحاديث، وذكر مقاصدها، ودلالاتها ببيانٍ وتفسيرٍ.
5. عزو الأحاديث إلى مصدرها.